# 9690 Houtgast
9690 Houtgast este un asteroid din centura principală de asteroizi.

## Descriere
9690 Houtgast este un asteroid din centura principală de asteroizi. A fost descoperit pe 24 septembrie 1960 la Observatorul Palomar de Cornelis Johannes van Houten, Ingrid van Houten-Groeneveld și Tom Gehrels. Asteroidul prezintă o orbită caracterizată de o semiaxă mare de 2,81 ua, o excentricitate de 0,18 și o înclinație de 9,2° în raport cu ecliptica.